# Канадский текстильный музей
Канадский текстильный музей (англ. Textile Museum of Canada) — музей, расположенный в Торонто, Онтарио, Канада. Является музеем, посвященным сбору, выставке и фиксированию информации о текстиле.

## История
Канадский музей текстиля был основан как Канадский музей ковров и текстиля в 1975 году Максом Алленом и Саймоном Вегемейкерами. Расположенная над магазином мороженого в деревне Мирвиш, музейная коллекция первоначально базировалась лишь на текстиле, собранном во время деловых поездок. Музей переехал на свое нынешнее место только в 1989 году.

## Коллекция

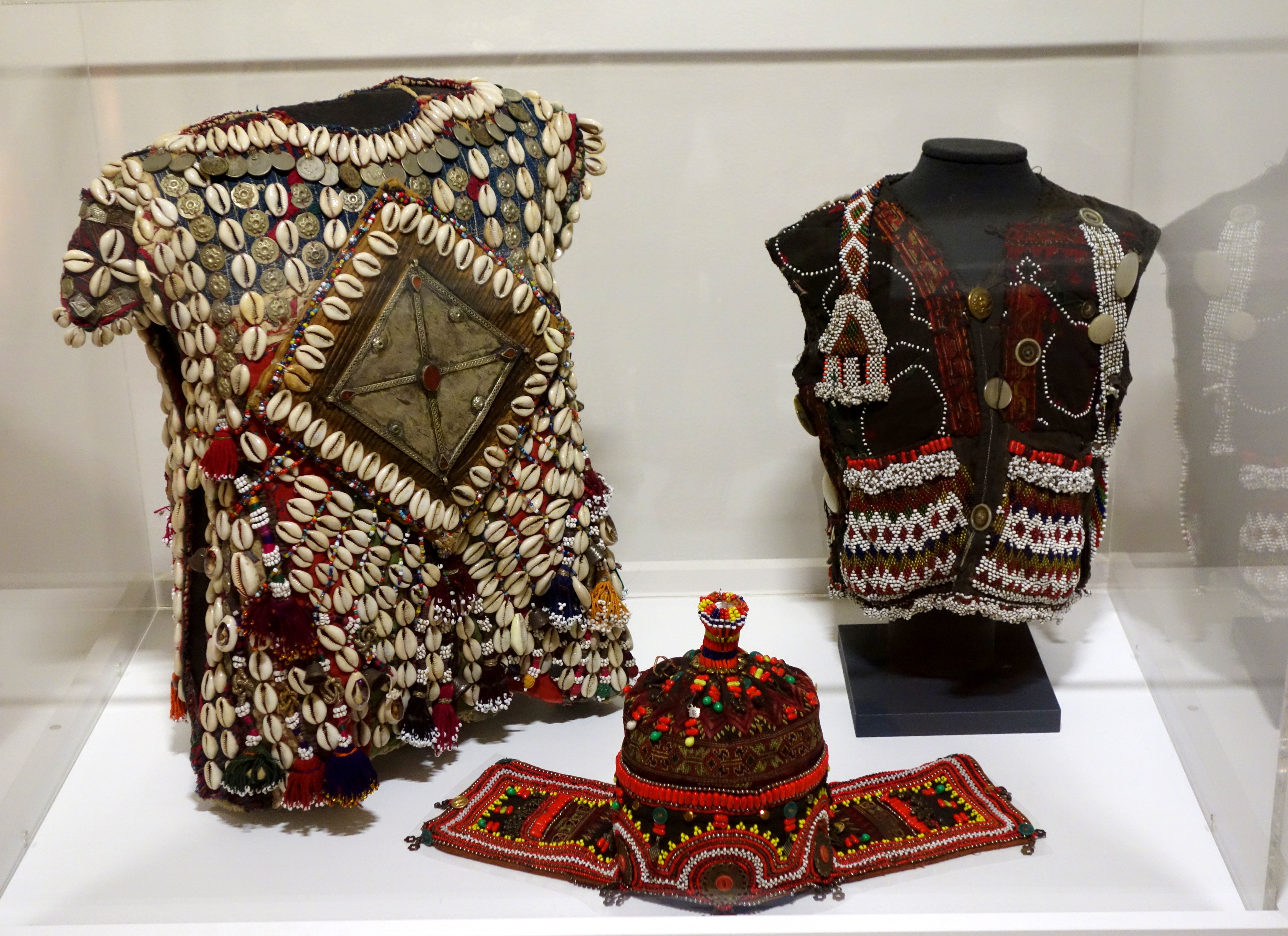
Экспонат детской туники из собрания музея

Канадский музей текстиля имеет постоянную коллекцию из более чем 13 000 тканей со всего мира. Она, охватывающая 2000 лет истории текстиля, включает ткани, церемониальные ткани, одежду, ковры, одеяла и связанные с ними артефакты.
В музее представлены экспозиции современных работ, а также исторические и этнографические экспонаты, собранные из собственных накоплений директора музея и чужих коллекций. Здесь находится библиотека имени Н. Н. Пуллара, справочная коллекция материалов, посвященных непромышленному текстилю. Музей также предлагает лекции, круглые столы, семинары, музыкальные и танцевальные представления, практические демонстрации, школьные программы и публичные туры.
Canadian Tapestry: The Fabric of Cultural Diversity, один из проектов оцифровки музея обеспечивает онлайн-доступ к 7000 экспонатов, а второй этап предоставит доступ к дополнительным 3500 предметам.
Несколько экспонатов и публикаций музея получили множество наград, в том числе:
- Ткань и глина: общение культур (2003)[10]
- Канадский гобелен: ткань широкого разнообразия (2006)[11]
- Ужасная красота: инсталляция (2006)[11]
- Тор Хансен: создание канадского стиля (2006)[11]

## Принадлежность
Музей связан с: CMA, CHIN и Виртуальным музеем Канады.